# TWO OF US (渡辺満里奈のアルバム)
『TWO OF US』（ツー・オブ・アス）は、1989年12月15日、EPIC/SONY RECORDS（現・エピックレコードジャパン）から発売された渡辺満里奈の5枚目のオリジナル・アルバム。規格品番はESCB-1016。

## 概要
初回限定盤と通常盤の2形態が発売され、初回限定盤は同封写真集付三方背BOX仕様。2016年現在どちらも廃盤扱いとなっており、中古もしくは音楽配信にて楽曲入手が可能。

## 収録曲
特記以外作曲・編曲：山川恵津子
1. INTRODUCTION (0:26)
　(※ instrumental)[2]
2. 100年分のGLORY (4:15)
作詞：原真弓[2]
3. I'M IN LOVE (4:32)
作詞：岡部真理子　作曲：高橋諭一[2]
4. 好きじゃないけど愛してる (4:07)
作詞：戸沢暢美　作曲：上田知華[2]
5. WHITE SNOW NIGHT (4:43)
作詞：渡辺満里奈　作曲：山口美央子[2]
6. 胸がいっぱい (3:56)
作詞：戸沢暢美　作曲：鈴木祥子　編曲：清水信之[2]
7. 夢の中で おめでとう (3:43)
作詞：岡部真理子[2]
8. 何も言わないで (3:40)
作詞：岡部真理子　作曲：山口美央子[2]
9. 私風景 (4:11)
作詞：中田有博　作曲：大沢明子[2]
10. SNOW BIRD (4:13)
作詞：工藤順子　作曲：鈴木さえ子[2]
11. 虹の少年 (4:07)
作詞：川村真澄　作曲：外間隆史　編曲：清水信之[2]
12. 輝きたいの (3:56)
作詞：岩里祐穂　作曲：上田知華　編曲：清水信之[2]